# Oslob
Oslob là một đô thị hạng 4 của tỉnh Cebu, Philippines. Theo điều tra dân số năm 2007, đô thị này có dân số 22.732 người.

## Các đơn vị dân cư
Oslob được chia thành các đơn vị hành chính gồm 21 khu dân cư (khu phố) (barangay).
| - Alo - Bangcogon - Bonbon - Calumpang - Canangca-an - Cañang - Can-ukban - Cansalo-ay - Daanlungsod - Gawi - Hagdan | - Lagunde - Looc - Luka - Mainit - Manlum - Nueva Caceres - Poblacion - Pungtod - Tan-awan - Tumalog |